# Francesco Cosenza
Francesco Cosenza (Locri, 5 febbraio 1986) è un calciatore italiano, difensore del Gotico Garibaldina.

## Biografia
Si è sposato il 19 giugno 2010 a Roccella Ionica con Carmen Larosa, e a febbraio dello stesso anno ha avuto il suo primo figlio, Antonio. Nel 2015 è nato il secondo figlio della coppia, Francescomaria.
Nell'ottobre del 2012 insieme al suo amico Vincenzo Morabito costituisce una ONLUS per aiutare i bambini del territorio calabrese dal nome Un'azione per un sorriso. Nel 2018 apre a Lecce il proprio studio per tatuaggi Sacro segno.

## Caratteristiche tecniche
Roccioso difensore centrale, di grande prestanza fisica e dotato di un buon colpo di testa, è stato talvolta impiegato anche come laterale di fascia destra.

## Carriera
Cresce nelle giovanili della Reggina che lo manda in prestito al Novara in Serie C1 e poi, nella sessione invernale, al Melfi, in Serie C2. Nella stagione 2006-2007 il Taranto lo acquista in compartecipazione, e in Puglia colleziona 25 presenze.
Il 17 giugno 2007 i due club trovano l'accordo prima delle buste per la risoluzione della compartecipazione e Cosenza ritorna alla Reggina, in massima serie. Il 22 luglio successivo viene comunque nuovamente ceduto a titolo temporaneo con diritto di riscatto al Ravenna, neopromossa in Serie B. Segna il suo primo gol tra i professionisti il 14 ottobre 2007 contro la Triestina, e si ripete nell'arco della stagione anche contro il ChievoVerona e il Modena, totalizzando complessivamente 24 presenze e 3 reti.
Non essendo stato esercitato il diritto di riscatto, Cosenza torna alla Reggina, che lo inserisce ufficialmente tra i difensori della rosa per la stagione 2008-2009, in Serie A. Il 1º novembre 2008 debutta in Serie A contro l'Inter, ma rimane l'unica presenza fino a gennaio, quando si trasferisce, ancora una volta in prestito, all'Avellino, in serie cadetta, dove gioca 14 partite. Tornato alla Reggina, il 1º luglio 2009 si trasferisce in compartecipazione all'Ancona, nello scambio che porta Simone Rizzato al club amaranto. Nelle Marche disputa la sua prima stagione interamente da titolare, giocando 36 partite con una rete (segnata alla Triestina).
A fine stagione non viene trovato l'accordo per il rinnovo della compartecipazione e il 26 giugno 2010 è la Reggina ad assicurarsi il giocatore alle buste. Cosenza colleziona 36 presenze (più una ai play-off) e 3 reti: realizza il suo primo gol in maglia amaranto il 5 settembre 2010 in Reggina-Piacenza (2-0) e si ripete il 22 novembre contro il Novara e il 26 febbraio 2011, contro il Vicenza; la squadra calabrese arriva ai play-off, perdendoli.
Confermato da Roberto Breda e dalla società, resta anche nella stagione 2011-2012, collezionando 18 presenze fino a fine stagione.
Il 1º agosto 2012, si trasferisce a titolo definitivo alla Pro Vercelli, con cui ottiene dodici presenze prima di passare in prestito secco fino al termine della stagione al Grosseto nell'ultimo giorno della sessione invernale del calciomercato.
Il 4 agosto 2015, svincolatosi dal club piemontese, si trasferisce al Lecce, in Lega Pro.
Con il Lecce vince da protagonista il girone C di Serie C nella stagione 2017-2018, collezionando 33 presenze e firmando 3 reti. Nel successivo campionato di Serie B, concluso dai giallorossi al secondo posto e con la conseguente promozione in Serie A, colleziona 4 presenze.
Il 31 agosto 2019 si trasferisce a titolo definitivo all'Alessandria, club con il quale firma un contratto biennale. Il 20 dicembre 2020, in occasione della partita con la Pro Sesto, indossando la fascia da capitano dei grigi, raggiunge quota 400 partite da calciatore professionista. Con il club piemontese consegue la promozione in Serie B al termine della stagione 2020-2021, tramite i play-off.
L'11 gennaio 2022 viene acquistato dal Piacenza, sua ultima squadra.
Nel febbraio del 2025 consegue la qualifica da direttore sportivo.

## Statistiche

### Presenze e reti nei club
Statistiche aggiornate al 30 aprile 2024.
| Stagione            | Squadra             | Campionato          | Campionato | Campionato | Coppe nazionali | Coppe nazionali | Coppe nazionali | Coppe continentali | Coppe continentali | Coppe continentali | Altre coppe | Altre coppe | Altre coppe | Totale | Totale |
| Stagione            | Squadra             | Comp                | Pres       | Reti       | Comp            | Pres            | Reti            | Comp               | Pres               | Reti               | Comp        | Pres        | Reti        | Pres   | Reti   |
| ------------------- | ------------------- | ------------------- | ---------- | ---------- | --------------- | --------------- | --------------- | ------------------ | ------------------ | ------------------ | ----------- | ----------- | ----------- | ------ | ------ |
| 2004-2005           | Reggina             | A                   | 0          | 0          | CI              | 1               | 0               | -                  | -                  | -                  | -           | -           | -           | 1      | 0      |
| 2005-gen. 2006      | Novara              | C1                  | 1          | 0          | CI-C            | 0               | 0               | -                  | -                  | -                  | -           | -           | -           | 1      | 0      |
| gen.-giu. 2006      | Melfi               | C2                  | 8+2        | 0          | CI-C            | -               | -               | -                  | -                  | -                  | -           | -           | -           | 10     | 0      |
| 2006-2007           | Taranto             | C1                  | 25+2       | 0          | CI+CI-C         | 0               | 0               | -                  | -                  | -                  | -           | -           | -           | 27     | 0      |
| 2007-2008           | Ravenna             | B                   | 24         | 3          | CI              | 1               | 0               | -                  | -                  | -                  | -           | -           | -           | 25     | 3      |
| 2008-gen. 2009      | Reggina             | A                   | 1          | 0          | CI              | 2               | 0               | -                  | -                  | -                  | -           | -           | -           | 3      | 0      |
| gen.-giu. 2009      | Avellino            | B                   | 14         | 0          | CI              | -               | -               | -                  | -                  | -                  | -           | -           | -           | 14     | 0      |
| 2009-2010           | Ancona              | B                   | 36         | 1          | CI              | 1               | 0               | -                  | -                  | -                  | -           | -           | -           | 37     | 1      |
| 2010-2011           | Reggina             | B                   | 36+1       | 3          | CI              | 2               | 0               | -                  | -                  | -                  | -           | -           | -           | 39     | 3      |
| 2011-2012           | Reggina             | B                   | 18         | 0          | CI              | 1               | 0               | -                  | -                  | -                  | -           | -           | -           | 19     | 0      |
| Totale Reggina      | Totale Reggina      | Totale Reggina      | 55+1       | 3          |                 | 6               | 0               |                    | -                  | -                  |             | -           | -           | 62     | 3      |
| 2012-gen. 2013      | Pro Vercelli        | B                   | 11         | 0          | CI              | 1               | 0               | -                  | -                  | -                  | -           | -           | -           | 12     | 0      |
| gen.-giu. 2013      | Grosseto            | B                   | 5          | 0          | CI              | -               | -               | -                  | -                  | -                  | -           | -           | -           | 5      | 0      |
| 2013-2014           | Pro Vercelli        | 1D                  | 27+5       | 0+1        | CI+CI-LP        | 1+0             | 0               | -                  | -                  | -                  | -           | -           | -           | 33     | 1      |
| 2014-2015           | Pro Vercelli        | B                   | 30         | 2          | CI              | 1               | 0               | -                  | -                  | -                  | -           | -           | -           | 31     | 2      |
| Totale Pro Vercelli | Totale Pro Vercelli | Totale Pro Vercelli | 68+5       | 2+1        |                 | 3               | 0               |                    | -                  | -                  |             | -           | -           | 76     | 3      |
| 2015-2016           | Lecce               | LP                  | 23+3       | 1          | CI+CI-LP        | 1+0             | 0               | -                  | -                  | -                  | -           | -           | -           | 27     | 1      |
| 2016-2017           | Lecce               | LP                  | 30+4       | 0          | CI+CI-LP        | 3+1             | 0               | -                  | -                  | -                  | -           | -           | -           | 38     | 0      |
| 2017-2018           | Lecce               | C                   | 33         | 3          | CI+CI-C         | 2+1             | 0               | -                  | -                  | -                  | SC          | 2           | 0           | 38     | 3      |
| 2018-2019           | Lecce               | B                   | 4          | 0          | CI              | 2               | 0               | -                  | -                  | -                  | -           | -           | -           | 6      | 0      |
| Totale Lecce        | Totale Lecce        | Totale Lecce        | 90+7       | 4          |                 | 10              | 0               |                    | -                  | -                  |             | 2           | 0           | 109    | 4      |
| 2019-2020           | Alessandria         | C                   | 22+2       | 1          | CI+CI-C         | -               | -               | -                  | -                  | -                  | -           | -           | -           | 24     | 1      |
| 2020-2021           | Alessandria         | C                   | 19+2       | 0          | CI              | 2               | 0               | -                  | -                  | -                  | -           | -           | -           | 23     | 0      |
| 2021-gen. 2022      | Alessandria         | B                   | 0          | 0          | CI              | 1               | 0               | -                  | -                  | -                  | -           | -           | -           | 1      | 0      |
| Totale Alessandria  | Totale Alessandria  | Totale Alessandria  | 41+4       | 1          |                 | 3               | 0               |                    | -                  | -                  |             | -           | -           | 48     | 1      |
| gen.-giu. 2022      | Piacenza            | C                   | 7+1        | 0          | CI-C            | -               | -               | -                  | -                  | -                  | -           | -           | -           | 8      | 0      |
| 2022-2023           | Piacenza            | C                   | 29         | 1          | CI-C            | 2               | 0               | -                  | -                  | -                  | -           | -           | -           | 31     | 1      |
| Totale Piacenza     | Totale Piacenza     | Totale Piacenza     | 36+1       | 1          |                 | 2               | 0               |                    | -                  | -                  |             | -           | -           | 39     | 1      |
| Totale carriera     | Totale carriera     | Totale carriera     | 425        | 16         |                 | 24              | 0               |                    | -                  | -                  |             | 2           | 0           | 453    | 16     |

## Palmarès

### Club

#### Competizioni nazionali
- Serie C: 1

Lecce: 2017-2018 (girone C)